# 瞬 またたき
『瞬 またたき』は、2010年6月19日公開された河原れんの小説を原作とした日本映画。磯村一路監督作品。北川景子主演。配給はS・D・P。
キャッチコピーは、あなたは，一瞬で、愛する人を守れますか？

## 概要
- 園田泉美は、事故で恋人・河野淳一を亡くしたショックから記憶を喪失し心的外傷後ストレス障害（PTSD）になってしまう。恋人との大切な記憶を取り戻そうと真実を知る恐怖と闘いながら泉美が再生していく過程を描いた物語。
- 北川景子演じる園田泉美の恋人・河野淳一役には、2008年に『太陽と海の教室』（フジテレビ系）で共演した岡田将生が起用された。
- 2009年5月から6月にかけて、北海道、島根県東出雲町（現・松江市）などで撮影が行われた。
- 2010年6月19日・20日の初日2日間の映画観客動員ランキング（興行通信社調べ）は初登場第9位となった。
- 菅井きんにとっては、本作が事実上の女優引退作となった（芸能界にはその後も籍を置いているが、健康上の理由もあり2014年には女優復帰を諦めていることを本人が語った）。

## ストーリー
2か月前、園田泉美は恋人の河野淳一のバイクに同乗して桜を見に行った帰り、トンネルの出口で事故に遭い、淳一は命を落としてしまう。泉美はトンネルに入ってから病院のベッドで目覚めるまでの記憶がなく、相手のトラック運転手も即死したため、事故の状況が分からない。退院後、家族の支えを受けながら以前の生活を取り戻そうとする泉美だったが、日常のふとした瞬間に淳一との日々が蘇り、淋しさを募らせる。
しばらく経ったある日、精神科医の診察を受けに行った泉美は、そこで通院患者の弁護士・桐野真希子と知り合い、後日彼女が所属する法律事務所に訪れる。泉美は、「どうして彼だけが死に自分だけ生き残ったのか事故の真相が知りたい」と真希子に事故調査を依頼するが、専門外と断られてしまう。泉美を帰す真希子だったが、過去に一生残る傷を顔につけてしまった妹と泉美を重ね、考え直して調査に協力することを決める。

## キャスト
園田泉美
演 - 北川景子
花屋の店員。配達の際に、ショッピングモールで淳一と出会い、恋に落ちる。淳一と花見から帰る途中、事故に見舞われ、1人生き残るがPTSDになる。バイク事故により怪我をした左足は治っているが、その後も自分でも気付かないうちに引きずりながら歩いている。淳一と付き合っていた頃は明るい性格で爽やかな笑顔を見せていたが、事故後は彼を失ったショックで暗い表情をしていることが多い。事故後から“淳一を探して暗いトンネルを1人さまよう”という夢を見るようになる。しかしその後、弁護士の真希子の協力を得て、事故の瞬間を思い出そうとする。
桐野真希子
演 - 大塚寧々、新川優愛（高校時代）
民事事件専門の弁護士。熊本県出身。小木の精神科の病院に人知れず通院している。表向きはサバサバした性格で行動もキビキビとしているが、心の中では気が弱い部分も持つ。実家暮らしをしていた高校生の頃、涼子が負った一生残る傷について「自分のせい」と思っており、長い間負い目を感じている。
河野淳一
演 - 岡田将生
泉美の恋人。故人。泉美とは前年12月頃に出会って交際を始めたが、春頃にバイクの事故により死亡する。美大生で、泉美といる時もよく絵を描いていた。実家は島根県の出雲にあり、生前泉美と出雲に行く約束をしていた。
園田登
演 - 史朗
泉美の父。6年ほど前に妻を亡くし、泉美とツカサの3人暮らし。自宅兼工場で自動車整備業を営み、整備の仕事をしている。
園田ツカサ
演 - 深水元基
泉美の兄。登と同じく自動車整備の仕事をしている。泉美とは兄妹仲が良く、事故後の彼女を気遣う。口は悪いが妹想いな性格。以前自宅に淳一がやって来て車の整備の仕事を手伝ったことがあり、手際の良さを褒めていた。
堀川早紀
演 - 清水美沙
泉美の叔母。花屋を営み、泉美とバイトの若者1人を雇っている。朗らかで優しい性格で、事故で恋人を亡くしたショックを引きずる泉美に気遣いを見せたり、淳一の密葬に参列したりしている。
河野沙恵子
演 - 永島暎子
淳一の母。一人息子の淳一が事故死した2日後に密葬を行い、登とツカサと早紀に参列してもらう。普段は、機織り（詳しくは織物を参照）を使った仕事をしている。
桐野涼子
演 - 千崎若菜
真希子の妹。真希子によると「クリッとした瞳で綺麗な子、素直な性格」とのこと。子供の頃に酒に溺れた父顔が暴れたせいで、顔の左側に一生残る傷ができた。現在はガラス瓶の製造工場で働いている。
小木啓介（精神科医）
演 - 田口トモロヲ
泉美と真希子の診察医。事故の記憶を思い出したい泉美に、焦らず自然に思い出すのを待った方がいいと助言する。最近良く眠れないという真希子には、仕事の休養を勧める。病院は豊かな自然に囲まれた森の中にあり落ち着いた雰囲気。
警察官
演 - 徳井優
事故の話を聞きにきた泉美と真希子に、事故当時の状況を説明する。事故は、脇見運転のトラックが対向車線を越えてトンネルの壁面にぶつかり、停車したトラックを避けきれずに淳一のバイクがまっすぐに突っ込んだとされる。
医者
演 - 森下能幸
泉美と淳一が事故直後に運ばれた病院の医者。事故当時の話を聞きにきた泉美と真希子に、泉美と淳一それぞれの容態や状況を伝える。
患者
演 - ジョニー吉長
小木の病院に入院中の患者。待合室で初めて遭った泉美に、ジャコ・パストリアスについて突然語り始め、彼女を怖がらせてしまう。
老婦人
演 - 菅井きん
泉美が出雲の公園に1人佇んでいた時にたまたま出会う。若い頃に結婚した夫が戦争で亡くなった話や、近くにある伊賦夜坂（いふやさか）について泉美に話す。

## 主題歌
- 「会いたいから」（歌：K）

## スタッフ
- 監督・脚本：磯村一路
- 原作：河原れん「瞬 またたき」（幻冬舎刊、ISBN 978-4344012929） 文庫版 ISBN 978-4344414747
- 音楽：渡辺俊幸

## ロケ地
- 北海道
  - 札幌市
    - 白石区：上白石橋、豊平川河川敷など
    - 豊平区
    - 中央区

  - 小樽市：旧高島トンネル、小樽運河、銭函墓地
  - 千歳市：支笏湖温泉、北海道道16号支笏湖公園線（支笏湖スカイロード）
  - むかわ町
  - 新ひだか町
- 島根県
  - 東出雲町：黄泉比良坂、伊賦夜坂、JR揖屋駅
  - 松江市：一畑電車秋鹿町駅
  - 出雲市：出雲大社